# Milter
Milter (apócope para filtro de correo) es una extensión ampliamente usada en el mundo de los MTA para el procesamiento de correos. Fue desarrollado inicialmente por el proyecto sendmail bajo el nombre de Sendmail Content Management API como una API o interfaz de acceso para que software desarrollado por terceros pudiesen acceder a mensajes de correos que estuviesen siendo procesados por el Agente de Transferencia de Correo (MTA). Mediante esta API se permite al filtro examinar y modificar el contenido del mensaje y la metainformación del mismo durante la transacción SMTP.
Es importante aclarar que técnicamente  un milter no es la aplicación sino la API pero que, indistintamente, en la actualidad milter ha pasado a ser sinónimo de la aplicación que accede a dicha API.

## MTAs que aceptan milter
Los siguientes son los MTA's que se conocen que trabajan perfectamente con la API milter de sendmail
- Sendmail open source  8.12 y posteriores
- Postfix open source  2.4 y posteriores
- Sentrion™ MP herramienta para  Sendmail Inc.
- Switch™ para Sendmail Inc.
- Mailstream Manager™ para Sendmail Inc

## Algunos Milters open source para sendmailo
La siguiente es una lista de los principales milters opensource disponibles para sendmaill
- amavis
- amavisd-new
- avpmilter
- bogofilter-milter.pl
- clamav-milter
- IVS Milter
- j-chkmail
- libmilter++
- MailCorral
- mailspy
- Mediater
- milter-date
- Milter-DNSRBL
- milter-regex
- milter-size
- milter-virus
- miltrassassin
- MilterQuota
- MIMEdefang
- noattach
- Python Milter
- Ray's filter
- rblmilter
- relaydelay
- Sccmilter
- Sendmail::Milter
- sentinel
- smtp-vilter
- spammer
- SpamAss-Milter
- spammilt
- spasm
- synonym
- vbsfilter/cvgfilter
- vilter